# Torre Comentina

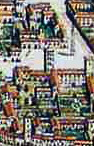
Torre Comentina(dal Theatrum Statuum Sabaudiae 1682).

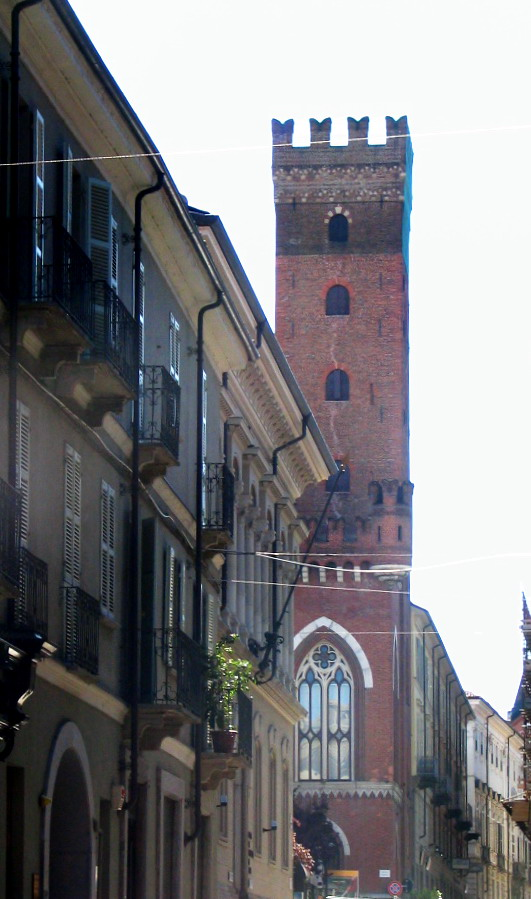
Torre Comentina

La Torre Comentina è una torre di Asti, situata in Piazza Roma, angolo Corso Alfieri, nel Rione San Martino-San Rocco. Con la Torre dell'Orologio, sono le uniche torri della città arrivate intatte fino a noi.

## L'origine

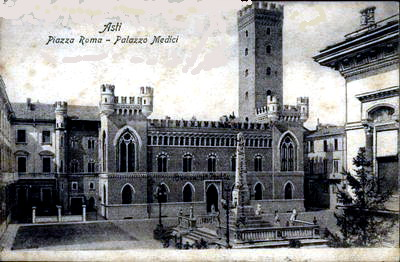
La Torre Comentina, da una cartolina primi Novecento; in primo piano il Palazzo Medici del Vascello

La merlatura a coda di rondine attesta che la data di costruzione risale al XIII secolo. Il nome Comentina, deriva dalle ricerche effettuate dal Gabiani all'inizio del secolo e pubblicate su "Le torri, le case forti ed i palazzi nobili medievali in Asti", che accreditano la costruzione, appunto, alla famiglia Comentina.
Gli ultimi studi di Bera, sono più propensi ad assegnarne la proprietà alla famiglia Gardino, che in quella zona, fin da i tempi più antichi, aveva la sua contrada, al punto tale che per molti secoli la piazza prospiciente la Torre era chiamata Piazza dei Gardino. È stata chiamata per molti secoli anche "Torre di San Bernardino" dal nome della adiacente chiesa (oggi scomparsa) a cui fungeva da campanile.

## L'architettura
La maestosa torre misura alla base 3,32 metri per lato mentre la sua altezza è di 38,55 metri, in modo che risulta la torre più alta non solo di Asti ma di tutto il Piemonte. Presenta una canna liscia e quadrata, con un elevato numero di finestre per lato, che termina alla cima con due fasce ad archetti in cotto ed arenaria.

La merlatura è ghibellina, a coda di rondine. Queste particolarità architettoniche, la collocano come anello di congiunzione tra le torri più antiche del primo periodo, e le più recenti del secondo.

## La famiglia Gardino

Piazza Roma, Monumento all'Unità d'Italia, sullo sfondo la Torre Comentina

I Gardino, potente famiglia ghibellina, erano signori di Mongardino e Monale, la loro attività di casanieri, era principalmente in Savoia e Lorena, in seguito si spostarono in Germania. Dettero molti personaggi alla politica astigiana, tra cui Robaldo, console di Asti nel 1149 e Guglielmo, vissuto nel XIII secolo, grande saggio del comune per più di quarant'anni.

## Curiosità
La Torre fu usata anche per diversi secoli come postazione di comando per la corsa del Palio che si svolgeva nel percorso "alla lunga" in Contrada Maestra. 

La chiesa di San Bernardino, venne trasformata in teatro nel periodo napoleonico, quindi venne demolita nel 1897, per costruire il Palazzo Medici del Vascello, in stile neogotico, ancora presente sulla piazza conglobandolo nella Torre. 
Attualmente la Torre Comentina è di proprietà privata di una nota famiglia discendente dai Medici del Vascello insieme al palazzo omonimo.